# M'semrir
M'semrir (in berbero: Amsemrir, in arabo امسمرير‎?) è un comune rurale berbero dell'alta valle del fiume Dades nella  provincia di Tinghir, nella regione di Drâa-Tafilalet, nel sud del Marocco, che conta una popolazione di 23 107 abitanti (2004).
Punto di raccolta di tutti i nomadi della regione, è contornata da un paesaggio pittoresco.
L'attività prevalente è il commercio di ovini e caprini.

## La domenica nera
Il 6 gennaio 2008, avvennero delle manifestazioni di protesta a Boumalne Dades, contro quello che era stato considerato un abbandono da parte delle autorità; molti villaggi nei dintorni di M'semrir erano rimasti per diversi giorni bloccati dalla neve nel dicembre 2007. La manifestazione sfociò in scontri con le forze di polizia che portarono a 42 arresti, e 10 manifestanti vennero condannati a diversi mesi di prigione.